# Huck Seed
Huckleberry Seed, né le 15 janvier 1969 à Santa Clara, est un joueur professionnel de poker américain. Il est le vainqueur du Main Event des World Series of Poker 1996,.

## Biographie

### Carrière au poker
En 1994, Huck Seed remporte son premier bracelet des World Series of Poker à un tournoi de pot-limit Omaha à 2 500 $, empochant 167 000 $,.
En 1996, il remporte le Main Event des World Series of Poker, empochant 1 000 000 $,.
Il remporte deux autres bracelets des World Series of Poker, en 2000 et 2003, en limit Razz,.
Fin 2015, Huck Seed cumule plus de 7 600 000 $ de gains en tournois.
En 2020, il intègre le Poker Hall of Fame des WSOP,.

### Bracelets WSOP
| Année | Tournois                                    | Prix (US$) |
| ----- | ------------------------------------------- | ---------- |
| 1994  | $2,500 Pot Limit Omaha                      | $167,000   |
| 1996  | $10,000 No Limit Hold'em World Championship | $1,000,000 |
| 2000  | $1,500 Razz                                 | $77,400    |
| 2003  | $5,000 Razz                                 | $71,500    |